# Joey Veerman
Johannes Cornelis Maria Veerman (Purmerend, 19 november 1998) is een Nederlands voetballer die uitkomt als middenvelder. Hij tekende in januari 2022 een contract tot medio 2026 bij PSV. Veerman debuteerde in 2023 in het Nederlands elftal, waarmee hij in 2024 deelnam aan het EK in Duitsland.
Veerman is afkomstig uit een handbalfamilie. Hij begon net als vele andere voetballers uit Volendam met voetballen bij RKAV Volendam. In het seizoen 2016/17 debuteerde hij namens FC Volendam in het betaalde voetbal. Hij groeide uit tot spelverdeler op het middenveld en won in maart 2017 een bronzen stier.
Veerman stond vervolgens in de belangstelling van onder meer FC Utrecht en FC Emmen, maar tot een transfer kwam het niet. In augustus 2019 maakte hij de overstap naar Eredivisionist sc Heerenveen, dat circa €550.000,- voor hem betaalde. Bij de Friese club wist hij zijn goede spel door te trekken. Hij werd in 2021 door de supporters verkozen tot speler van het jaar en bereikte de halve finale van de KNVB Beker met de club. Het leverde Veerman in januari 2022 een transfer op naar PSV, op dat moment de koploper van de Eredivisie. De ploeg uit Eindhoven betaalde daarvoor een transfersom van circa €6 miljoen. Met PSV werd Veerman in 2024 landskampioen, nadat hij eerder al met de Eindhovenaren tweemaal de Johan Cruijff Schaal en tweemaal de KNVB Beker had gewonnen. In mei 2025 werd een tweede landstitel aan zijn palmares toegevoegd.

## Loopbaan

### FC Volendam
Veerman is afkomstig uit een handbalfamilie. Hij begon op vierjarige leeftijd met voetballen bij RKAV Volendam, alvorens hij twee jaar later de overstap maakte naar de jeugdopleiding van FC Volendam. Hij doorliep de gehele jeugdopleiding van de club. Op 30 april 2015 tekende hij zijn eerste profcontract dat hem tot medio 2017 aan de club verbond. In het seizoen 2015/16 kwam Veerman uit in de onder 19 en speelde hij tevens enkele wedstrijden in het schaduwelftal van de Volendammers.

#### Seizoen 2016/17
Veerman werd aan het begin van het seizoen 2016/17 ingedeeld bij de selectie van Jong FC Volendam, uitkomend in de Derde divisie. Hij speelde in de voorbereiding verschillende oefenwedstrijden met het eerste elftal mee.
Op 9 september 2016 zat Veerman voor het eerste bij de selectie van het eerste elftal voor de uitwedstrijd tegen VVV-Venlo. Trainer Robert Molenaar liet de middenvelder in de basis starten als vervanger van de geblesseerde Kees Kwakman. FC Volendam won de wedstrijd met 0-1. Veerman groeide uit tot een vaste waarde in het eerste elftal en kwam dat seizoen tot 34 wedstrijden. In november 2016 verlengde hij zijn contract tot medio 2020. Op 20 januari 2017 scoorde de middenvelder in de met 3-1 gewonnen thuiswedstrijd tegen FC Eindhoven zijn eerste doelpunten in het betaalde voetbal. In maart 2017 werd Veerman verkozen tot grootste talent van de derde periode. Volendam behaalde de play-offs om promotie, maar werd hierin over twee wedstrijden uitgeschakeld door NAC Breda.
In de zomer van 2017 kwam het nieuws naar buiten dat FC Utrecht interesse zou hebben in Joey Veerman, wat later werd bevestigd door Misha Salden, technisch directeur van FC Volendam. Tot een overgang kwam het echter niet. Dit kwam mede door een geschil met zijn zaakwaarnemer Johan Wins, wat uiteindelijk resulteerde in een rechtszaak.

#### Seizoen 2017/18

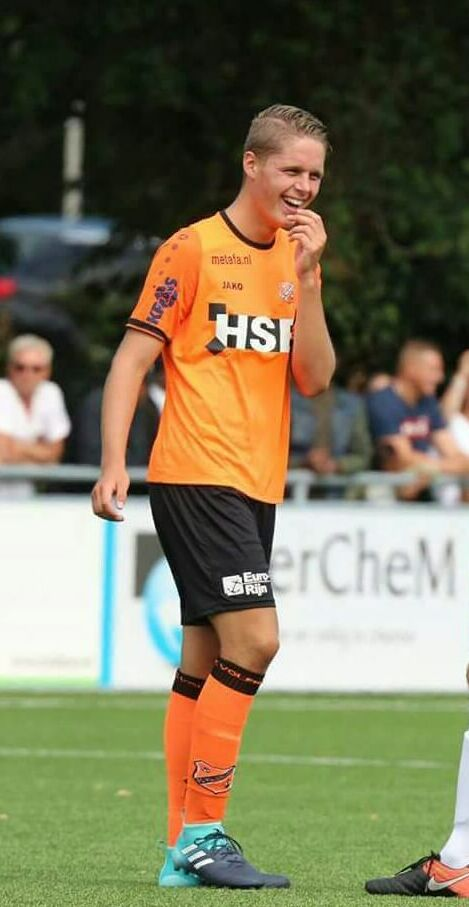
Veerman tijdens een vriendschappelijke wedstrijd voorafgaand aan het seizoen 2017/18.

Veerman bleef, ondanks de interesse van FC Utrecht, in Volendam spelen. Hij miste in het seizoen 2017/18 slechts vier van de achtendertig competitiewedstrijden, waarvan drie door blessureleed en één door een schorsing. Veerman maakte op 29 september zijn eerste doelpunt van het seizoen in de uitwedstrijd tegen FC Dordrecht (2-2). Een week later was hij thuis tegen Telstar (3-4 verlies) tweemaal trefzeker. Doordat aanvoerder Kees Kwakman vanwege blessureleed weinig speelde, ontpopte Veerman zich als spelverdeler op het middenveld van de Volendammers. Aan het einde van het seizoen werd hij door Volendam-supporters verkozen tot speler van het jaar. FC Volendam eindigde het seizoen op een veertiende plaats, waarmee deelname aan de play-offs niet gehaald werd.

#### Seizoen 2018/19
Veerman was in de openingswedstrijd tegen FC Den Bosch gelijk trefzeker uit een vrije trap. Desondanks won Den Bosch het duel met 1-2 dankzij treffers van Oussama Bouyaghlafen en Rauno Sappinen. In de derde wedstrijd van het seizoen, tegen Jong AZ, liep de middenvelder na een klein halfuur spelen een blessure op. Later onderzoek in het ziekenhuis wees uit dat er sprake was van een gebroken middenvoetsbeentje, wat hem maanden uit de roulatie hield. Daar kwam in de winterstop een knieblessure overheen. In april 2019 maakte Veerman in een thuiswedstrijd tegen Jong PSV als invaller zijn rentree. Op de laatste speelronde tegen Roda JC trof hij eenmaal doel. Volendam eindigde op een teleurstellende 16e plaats. De middenvelder werd na afloop van het seizoen in verband gebracht met FC Twente en FC Emmen. Het Andere Oranje wees echter meerdere biedingen van de club uit Drenthe af.
Om extra spelritme op te doen speelde Veerman in het slot van de competitie zesmaal mee met Jong FC Volendam. Op de laatste speeldag werden de beloften, mede dankzij twee treffers van Veerman, kampioen van de Derde Divisie Zondag na een 1-6 overwinning op HSC '21.

#### Seizoen 2019/20
Veerman speelde alle wedstrijden ter voorbereiding van het seizoen mee. Op 13 juli was hij in een met 1-4 gewonnen oefenwedstrijd tegen sc Heerenveen voor het eerst doeltreffend. Na afloop van de gewonnen oefenwedstrijd tegen Heracles liet technisch directeur Jasper van Leeuwen voor de camera van NH Sport weten dat er een gesprek met Veerman was geweest. Het idee vanuit de club was dat Veerman zich nog één seizoen zou doorontwikkelen bij Volendam, om het volgende seizoen de stap omhoog te maken. Veerman zelf gaf echter later aan dat hij niet wist waar dit vandaan kwam en gaf aan dat ze dit zelf verzonnen hadden.
Veerman speelde in de eerste drie competitiewedstrijden van Volendam dat seizoen mee, tegen respectievelijk Helmond Sport (1-1), Roda JC (4-0 winst) en De Graafschap (3-0 nederlaag). Op 25 augustus werd Veerman door oud-ploeggenoot en Fox Sports-analist Kees Kwakman omschreven als "beste speler van de hele competitie".

### sc Heerenveen

#### Seizoen 2019/20
Veerman tekende op 30 augustus 2019 een contract tot medio 2022 bij sc Heerenveen, met een optie voor een vierde seizoen. De laatste speler die de overstap van Volendam naar Heerenveen maakte was naamgenoot Henk Veerman in 2015. Joey Veerman koos bij Heerenveen voor rugnummer 20, hetzelfde nummer als Henk Veerman eerder droeg. Het betekende voor hem een afscheid van FC Volendam na vijftien jaar. Hij kwam in het eerste elftal tot 81 officiële duels, waarin hij twaalfmaal het net wist te vinden. Heerenveen betaalde circa €550.000,- aan FC Volendam voor de middenvelder.
De Volendammer maakte twee dagen later zijn debuut in de Eredivisie tijdens een thuiswedstrijd tegen Fortuna Sittard (1-1). Hij kwam na iets meer dan een uur spelen binnen de lijnen als vervanger van Jordy Bruijn. Een week later maakte hij zijn basisdebuut, toen Heerenveen in de Johan Cruijff Arena aantrad tegen Ajax. Veerman leek na een halfuur spelen de assist te geven op Jens Odgaard voor de 1-2, maar na ingrijpen van de VAR werd de treffer afgekeurd. Voorafgaand aan Veerman's assist werd een lichte overtreding gemaakt. Ajax ging de wedstrijd vervolgens domineren en won uiteindelijk met ruime cijfers: 4-1. Veerman werd naar aanleiding van zijn goede spel tegen AZ op speelronde 10 door Voetbal International verkozen tot speler van de week. Hij gaf in het duel twee assist en had hiermee een aandeel in de 4-2 uitoverwinning van de Friezen. Veerman drukte al snel zijn stempel op de ploeg van trainer Johnny Jansen. In december maakte hij zijn eerste treffer in dienst van sc Heerenveen. Dit deed hij in de tweede ronde van de KNVB Beker tegen Roda JC, toen hij de 2-0 op het scorebord zette. Drie dagen later was Veerman tegen Heracles Almelo (1-1) voor het eerst trefzeker in competitieverband. Veerman werd in februari 2020 door de Eredivisie uitgeroepen tot speler van de maand U21. Zijn goede eerste seizoen had tot gevolg dat hij in verband werd gebracht met een overgang naar Feyenoord. In zijn eerste seizoen kwam Veerman tot 5 doelpunten en 5 assists in 26 duels in alle competities.

#### Seizoen 2020/21
Tijdens de voorbereiding van het seizoen 2020/21 verlengde Veerman zijn contract bij sc Heerenveen tot medio 2024. Hij schroefde zijn statistieken dat seizoen aardig op, met 9 doelpunten en 11 assists in 35 duels. Dit leverde hem binnen- en buitenlandse interesse op van verschillende clubs, waarvan Hellas Verona het meest concreet werd. De Italiaanse club en Heerenveen werden het echter niet eens over de hoogte van de transfersom, iets waar Veerman openlijk beklag over deed. Ook een bod van AZ werd niet veel later afgewezen. Het seizoen begon goed en tijdens de winterstop stond Heerenveen op een achtste plek, wat plaatsing voor de play-offs om een Conference League-ticket betekende. In de maanden februari en maart volgde echter een mindere reeks waardoor de ploeg uiteindelijk buiten de play-off plekken viel en eindigde op een twaalfde plek. In de beker was Veerman wel succesvol met Heerenveen. In de eerste ronde had Veerman met een doelpunt en een assist een belangrijke bijdrage aan de 3-1 overwinning op TOP Oss. In de volgende ronde benutte hij in de slotminuut een strafschop, waardoor zijn ploeg met 2-1 won van FC Emmen. In de kwartfinale werd Heerenveen gekoppeld aan Feyenoord. Dit was een herhaling van de bekerwedstrijd van vorig jaar, toen de Rotterdammers met 1-0 wonnen. Heerenveen stond tien minuten voor tijd met 1-3 achter, maar wist de wedstrijd uiteindelijk om te draaien en won met 4-3. De laatste keer dat de ploeg doorstootte naar de laatste vier was in 2009, toen de beker gewonnen werd. In de halve finale bleek Ajax te sterk, de ploeg uit Amsterdam zegevierde met 0-3.

### PSV

#### Seizoen 2021/22
PSV kondigde op 4 januari 2022 de komst van Veerman aan. Hij tekende een contract tot medio 2026 bij de ploeg uit Eindhoven. Een maand later maakte hij zijn debuut in het Europese voetbal, toen hij met PSV aantrad tegen Maccabi Tel Aviv FC. In april 2022 won Veerman met PSV de KNVB Beker, door in de finale Ajax met 2-1 te verslaan. Met twee goals en twee assist in het bekertoernooi had Veerman een belangrijk aandeel in het behalen van de prijs. In de Conference League reikte Veerman met PSV tot de kwartfinale, waarin Leicester City over twee wedstrijden te sterk bleek.

#### Seizoen 2022/23
Als bekerwinnaars mochten Veerman en PSV in juli 2022 aantreden tegen landskampioen Ajax voor de wedstrijd om de Johan Cruijff Schaal 2022. Zijn ploeggenoten en hij wonnen met 3-5. Dit betekende Veermans tweede prijs. Hij droeg hier aan bij door onder meer de assist te verzorgen waaruit Xavi Simons het laatste doelpunt van de wedstrijd maakte. Seizoen 2022/23 werd Veermans eerste volle seizoen als basisspeler van PSV. Het lukte hierin niet om de groepsfase van de Champions League te bereiken. Na een gewonnen voorronde tegen AS Monaco, ging het fout tegen Glasgow Rangers. Na zes overwinningen in de eerste zeven speelronden begon de competitie beter. Veerman stond op dat moment even bovenaan de ranglijst met zijn teamgenoten. Na meerdere nederlagen tegen laag geklasseerde tegenstanders zakten PSV en hij weg, om na een overwinning uit bij Ajax in november nog één week op de eerste plaats te komen. Daarna verloren PSV en hij tien punten in vijf wedstrijden en verdween de koppositie voorgoed uit zicht. De Eindhovense club en hij bivakkeerden zestien speelronden op soms de derde, soms de vierde plek. Met een ongeslagen reeks van zestien opeenvolgende wedstrijden in de slotfase van de competitie werden Veerman en PSV uiteindelijk nog voor de tweede keer op rij tweede. Zijn ploeggenoten en hij wonnen ook opnieuw de KNVB Beker. Ze wonnen de finale net als een jaar eerder van Ajax.

#### Seizoen 2023/24
Veerman won in augustus 2023 voor de tweede keer de Johan Cruijff Schaal met PSV, deze keer tegen Feyenoord (1-0). Veerman werd met PSV landskampioen en sloot de jaargang af als de speler met de meeste assists (16).

#### Seizoen 2024/25
Op 7 november 2024 kwam het nieuws naar buiten dat PSV het contract van Joey Veerman heeft opengebroken, en verlengd tot de zomer van 2028.

## Clubstatistieken

### Beloften
| Seizoen | Club             | Competitie          | Competitie | Competitie | Competitie |
| Seizoen | Club             | Competitie          | Wed.       | Dlp.       | Ass.       |
| ------- | ---------------- | ------------------- | ---------- | ---------- | ---------- |
| 2015/16 | Jong FC Volendam | Beloften Eredivisie | 3          | 0          | 0          |
| 2016/17 | Jong FC Volendam | Derde divisie       | 8          | 2          | 0          |
| 2017/18 | Jong FC Volendam | Derde divisie       | 0          | 0          | 0          |
| 2018/19 | Jong FC Volendam | Derde divisie       | 6          | 3          | 1          |
| Totaal  | Totaal           | Totaal              | 17         | 5          | 1          |

Bijgewerkt t/m 3 september 2023

### Senioren
| Seizoen         | Club            | Competitie      | Competitie | Competitie | Competitie | Beker | Beker | Beker | Overig | Overig | Overig | Internationaal | Internationaal | Internationaal | Totaal | Totaal | Totaal |
| Seizoen         | Club            | Competitie      | Wed.       | Dlp.       | Ass.       | Wed.  | Dlp.  | Ass.  | Wed.   | Dlp.   | Ass.   | Wed.           | Dlp.           | Ass.           | Wed.   | Dlp.   | Ass.   |
| --------------- | --------------- | --------------- | ---------- | ---------- | ---------- | ----- | ----- | ----- | ------ | ------ | ------ | -------------- | -------------- | -------------- | ------ | ------ | ------ |
| 2016/17         | FC Volendam     | Eerste divisie  | 28         | 3          | 5          | 4     | 0     | 2     | 2      | 0      | 0      | —              | —              | —              | 34     | 3      | 7      |
| 2017/18         | FC Volendam     | Eerste divisie  | 34         | 7          | 4          | 2     | 0     | 0     | —      | —      | —      | —              | —              | —              | 36     | 7      | 4      |
| 2018/19         | FC Volendam     | Eerste divisie  | 8          | 2          | 0          | 0     | 0     | 0     | —      | —      | —      | —              | —              | —              | 8      | 2      | 0      |
| 2019/20         | FC Volendam     | Eerste divisie  | 3          | 0          | 1          | 0     | 0     | 0     | —      | —      | —      | —              | —              | —              | 3      | 0      | 1      |
| Club totaal     | Club totaal     | Club totaal     | 73         | 12         | 10         | 6     | 0     | 2     | 2      | 0      | 0      | 0              | 0              | 0              | 81     | 12     | 12     |
| 2019/20         | sc Heerenveen   | Eredivisie      | 22         | 4          | 5          | 4     | 1     | 0     | —      | —      | —      | —              | —              | —              | 26     | 5      | 5      |
| 2020/21         | sc Heerenveen   | Eredivisie      | 31         | 7          | 10         | 4     | 2     | 1     | —      | —      | —      | —              | —              | —              | 35     | 9      | 11     |
| 2021/22         | sc Heerenveen   | Eredivisie      | 18         | 3          | 6          | 2     | 1     | 1     | —      | —      | —      | —              | —              | —              | 20     | 4      | 7      |
| Club totaal     | Club totaal     | Club totaal     | 71         | 14         | 21         | 10    | 4     | 2     | 0      | 0      | 0      | 0              | 0              | 0              | 81     | 18     | 23     |
| 2021/22         | PSV             | Eredivisie      | 15         | 4          | 5          | 4     | 2     | 2     | —      | —      | —      | 5              | 0              | 0              | 24     | 6      | 7      |
| 2022/23         | PSV             | Eredivisie      | 33         | 4          | 10         | 4     | 0     | 2     | 1      | 0      | 1      | 12             | 5              | 1              | 50     | 9      | 14     |
| 2023/24         | PSV             | Eredivisie      | 29         | 5          | 16         | 0     | 0     | 0     | 1      | 0      | 0      | 11             | 2              | 3              | 41     | 7      | 19     |
| 2024/25         | PSV             | Eredivisie      | 27         | 1          | 8          | 4     | 0     | 0     | 1      | 0      | 0      | 8              | 0              | 3              | 40     | 1      | 11     |
| 2025/26         | PSV             | Eredivisie      | 1          | 1          | 2          |       |       |       |        |        |        |                |                |                |        |        |        |
| Club totaal     | Club totaal     | Club totaal     | 105        | 15         | 41         | 12    | 2     | 4     | 3      | 0      | 1      | 36             | 7              | 7              | 156    | 24     | 53     |
| Carrière totaal | Carrière totaal | Carrière totaal | 249        | 43         | 72         | 28    | 6     | 8     | 5      | 0      | 1      | 36             | 7              | 7              | 318    | 56     | 88     |

 Bijgewerkt t/m 11 augustus 2025.

## Interlandcarrière
Veerman werd door Maarten Stekelenburg opgenomen in de selectie van Nederland onder 19 voor het vierlandentoernooi in Georgië, dat plaatsvond van 9 tot en met 14 november 2016. Hij maakte zijn debuut in de tweede wedstrijd van het toernooi tegen Spanje onder 19.
Veerman werd begin november 2019 door Erwin van de Looi opgeroepen voor Jong Oranje. Hij zat in eerste instantie niet bij de selectie maar werd alsnog opgeroepen nadat Azor Matusiwa van FC Groningen geblesseerd afhaakte. Veerman kreeg echter zelf last van onderbeenklachten en moest daardoor de EK-kwalificatiewedstrijd tegen Jong Gibraltar en de oefenwedstrijd tegen Jong Engeland aan zich voorbij laten gaan. Later gaf Veerman aan dat hij op eigen verzoek niet voor Jong Oranje opgeroepen werd, omdat hij "vanwege privéredenen zijn tijd in de interlandperiodes voorlopig anders wil besteden. In een interview met De Telegraaf van februari 2022 blikte Veerman terug op zijn periode bij Jong Oranje en deelde hij dat hij zich niet op zijn plek voelde bij het team, doordat veel jongens al jaren met elkaar samen speelde en hij het moeilijk vond om ertussen te komen. Hij gaf wel toe dat dit aan hemzelf lag.
In september 2022 werd Veerman door bondscoach Louis van Gaal opgenomen in de voorselectie van het Nederlands elftal voor het WK 2022. Hij werd uiteindelijk niet geselecteerd voor het eindtoernooi. In maart 2023 trainde hij onder nieuwe bondscoach Ronald Koeman voor het eerst mee met het Nederlands elftal, ter voorbereiding op een EK-kwalificatieduel met Frankrijk. Veerman werd opgeroepen als vervanger voor de geblesseerde Frenkie de Jong, toen bleek dat AZ-middenvelder Jordy Clasie niet beschikbaar was vanwege een blessure. Twee dagen later verliet de Volendammer echter, evenals Matthijs de Ligt, Sven Botman, Cody Gakpo en Bart Verbruggen, het trainingskamp vanwege een opgelopen virusinfectie. Veerman maakte op 18 juni 2023 zijn debuut in het Nederlands elftal in de wedstrijd tegen Italië om de derde plek in Divisie A van de Nations League 2022/23. Hij gaf als invaller één assist, maar kon niet voorkomen dat er met 3-2 verloren werd. Op 26 maart 2024 volgde zijn eerste interlanddoelpunt, in een treffen tegen Duitsland.
De eerste wedstrijd van het EK 2024 startte hij als basisspeler, op de positie van Frenkie de Jong die het toernooi vanwege een blessure moest missen. De tweede wedstrijd startte hij vanaf de bank. In de derde wedstrijd stond hij weer in de basis, maar werd hij al voor rust gewisseld. Nederland overleefde een groep met Polen, Frankrijk en Oostenrijk en schakelde vervolgens Roemenië en Turkije uit, voordat het in de halve finales met 2–1 verloor van Engeland. Veerman kwam op het toernooi uiteindelijk in alle wedstrijden in actie.
| Interlands van Joey Veerman voor Nederland | Interlands van Joey Veerman voor Nederland | Interlands van Joey Veerman voor Nederland | Interlands van Joey Veerman voor Nederland | Interlands van Joey Veerman voor Nederland | Interlands van Joey Veerman voor Nederland |
| No.                                        | Datum                                      | Wedstrijd                                  | Uitslag                                    | Competitie                                 | Doelpunten                                 |
| ------------------------------------------ | ------------------------------------------ | ------------------------------------------ | ------------------------------------------ | ------------------------------------------ | ------------------------------------------ |
|                                            |                                            |                                            |                                            |                                            |                                            |
| Als speler bij PSV                         | Als speler bij PSV                         | Als speler bij PSV                         | Als speler bij PSV                         | Als speler bij PSV                         | 1                                          |
| 1.                                         | 18 juni 2023                               | Nederland – Italië                         | 2 – 3                                      | Nations League 2022/23                     |                                            |
| 2.                                         | 7 september 2023                           | Nederland – Griekenland                    | 3 – 0                                      | Kwalificatie EK 2024                       |                                            |
| 3.                                         | 13 oktober 2023                            | Nederland – Frankrijk                      | 1 – 2                                      | Kwalificatie EK 2024                       |                                            |
| 4.                                         | 16 oktober 2023                            | Griekenland – Nederland                    | 0 – 1                                      | Kwalificatie EK 2024                       |                                            |
| 5.                                         | 18 november 2023                           | Nederland – Ierland                        | 1 – 0                                      | Kwalificatie EK 2024                       |                                            |
| 6.                                         | 21 november 2023                           | Gibraltar – Nederland                      | 0 – 6                                      | Kwalificatie EK 2024                       |                                            |
| 7.                                         | 22 maart 2024                              | Nederland – Schotland                      | 4 – 0                                      | Vriendschappelijk                          |                                            |
| 8.                                         | 26 maart 2024                              | Duitsland – Nederland                      | 2 – 1                                      | Vriendschappelijk                          | 4'                                         |
| 9.                                         | 6 juni 2024                                | Nederland – Canada                         | 4 – 0                                      | Vriendschappelijk                          |                                            |
| 10.                                        | 10 juni 2024                               | Nederland – IJsland                        | 4 – 0                                      | Vriendschappelijk                          |                                            |
| 11.                                        | 16 juni 2024                               | Polen – Nederland                          | 1 – 2                                      | EK 2024                                    |                                            |
| 12.                                        | 21 juni 2024                               | Nederland – Frankrijk                      | 0 – 0                                      | EK 2024                                    |                                            |
| 13.                                        | 25 juni 2024                               | Nederland – Oostenrijk                     | 2 – 3                                      | EK 2024                                    |                                            |
| 14.                                        | 2 juli 2024                                | Roemenië – Nederland                       | 0 – 3                                      | EK 2024                                    |                                            |
| 15.                                        | 6 juli 2024                                | Nederland – Turkije                        | 2 – 1                                      | EK 2024                                    |                                            |
| 16.                                        | 10 juli 2024                               | Nederland – Engeland                       | 1 – 2                                      | EK 2024                                    |                                            |

## Persoonlijk
Na de interland tegen Griekenland op 7 september 2023 haastte Veerman zich naar het ziekenhuis voor de geboorte van z'n zoontje Frenkie, die niet is vernoemd naar Oranje-collega Frenkie de Jong.
Veerman is bevriend met voetballer Henk Veerman, de Volendammers kennen elkaar van hun tijd bij sc Heerenveen.

## Erelijst
| Competitie           | Aantal           | Jaren            |                  |                  |
| Jong FC Volendam     | Jong FC Volendam | Jong FC Volendam | Jong FC Volendam | Jong FC Volendam |
| -------------------- | ---------------- | ---------------- | ---------------- | ---------------- |
| Derde Divisie Zondag | 1x               | 2018/19          |                  |                  |
| PSV                  |                  |                  |                  |                  |
| Eredivisie           | 2x               | 2023/24, 2024/25 |                  |                  |
| KNVB Beker           | 2x               | 2021/22, 2022/23 |                  |                  |
| Johan Cruijff Schaal | 2x               | 2022, 2023       |                  |                  |

| Individueel                       |    |                              |
| Bronzen Stier                     | 1x | 2017                         |
| Speler van het jaar FC Volendam   | 1x | 2018                         |
| Eredivisie speler vd maand U21    | 1x | februari 2020                |
| Speler van het jaar sc Heerenveen | 1x | 2021                         |
| Eredivisie speler van de maand    | 2x | november 2023, augustus 2024 |
| Speler van het Jaar-klassement VI | 1x | 2024                         |